# Kuroslepy
Kuroslepy (česky do roku 1918 i Kůroslepy či Koroslepy; německy Koroslep) jsou obec v okrese Třebíč v Kraji Vysočina. Leží v chráněné oblasti soutoku řeky Oslavy a říčky Chvojnice. Žije zde 161 obyvatel.
Sousedními obcemi sídla jsou Senorady, Ketkovice, Březník, Kladeruby nad Oslavou, Mohelno a Sudice.

## Název
Jako jméno vesnice slouží původní (posměšné) označení jejích obyvatel Kuroslepi. Jméno možná bylo chápáno doslovně jako označení lidí, kteří oslepovali čili zabíjeli kury (obdobnou motivaci má původ jména (zaniklé) vesnice Kuromrtvy v Čechách).[zdroj?] Je nicméně též možné, že motivace obyvatelského jména byla jiná, například odlehlá poloha vsi, jejíž obyvatelé proto daleko neviděli a byli tedy "slepí jako kury". Od 17. do počátku 20. století se v zápisech objevoval i nářeční tvar Koroslepy, na začátku 20. století opravovaný na domněle spisovné Kůroslepy.

## Geografie
Ze severu na jih přes území obce Kuroslepy a její část Ve Vilách prochází silnice II/392 z Březníku do Mohelna, z této silnice pak vychází silnice vedoucí do Kuroslep, z Kuroslep pak vychází užitková silnice do Březníka. Ze severu na jih vede po silnici II/392 Mlynářská cyklostezka, západně od Skřipiny pak prochází podél Oslavy cyklostezka 5106, východně pak cyklostezka 5181, ta pak pokračuje podél samoty Sedlečko do vesnice Kuroslepy a následně do Březníka. Podél Oslavy po jižním okraji území obce vede červená turistická stezka, ta následně pokračuje od kopce k hradu Kraví hora a pak zpět do údolí Oslavy k Senoradskému mlýnu. Od Senoradského mlýna na sever údolím Chvojnice vede modrá turistická stezka.
Velká část území obce je zalesněná, jižní část území obce je tvořena zalesněným svahem údolí Oslavy, východní část obce je tvořena údolím Chvojnice a kopci nad údolím, až k vesnici a k údolí potoka Luh je území zalesněno. Zemědělsky využívaná část území je spíš severní až severozápadní. Velká část území obce je tvořena PR Údolí Oslavy a Chvojnice.
Východní část hranice území obce je tvořena řekou Chvojnicí, do ní se vlévá několik nepojmenovaných potoků, na jihovýchodním okraji území obce se pak u Senoradského mlýna vlévá do Oslavy. Jižní hranice území obce je tvořena řekou Oslavou, která se posléze vlévá do Jihlavy u Ivančic. V Březníku pramení potok Luh, který následně teče jižně a protéká zastavěnou částí obce a pak se vlévá do Oslavy. Část západní hranice území obce je tvořena nepojmenovaným potokem, který protéká údolím Kančí žlíbek. Západně od obce pramení potok Hájek, který protéká Kuroslepy a tamtéž se vlévá do potoka Luh.
Ve východní části zalesněné a kopcovité části území se nachází vrchol Rovina (410 m) a kopec Kraví hora (379 m) se stejnojmenným hradem. Údolí Oslavy i Chvojnice je místy hluboké téměř 100 metrů. V údolí Chvojnice na severozápadním okraji území obce se nachází skály Kozí hřbety.
Kuroslepy se nachází na severním okraji západní části území obce, u hlavní silnice se nachází část Ve Vilách, východně od vesnice se nachází samota Zamazalky, východně od Kuroslep nedaleko hradu Kraví hora se nachází samota Sedlečko. Na jižním okraji území v údolí Oslavy se nachází Skřipinský mlýn.

## Historie
První písemná zmínka o obci pochází z roku 1349 (Skurosleb), kdy patřily Ješkovi z Náchoda. Kolem roku 1320 získali březnické panství pánové z Náchoda, Ješek z Náchoda se už nazýval jako Ješek Březnický z Náchoda, Ješek pak kolem roku 1360 nad soutokem řek Oslava a Chvojnice nechal postavit hrad Kraví Hora. V roce 1360 byla část březnického panství prodána Jaroslavovi z Knínic, součástí prodeje byla o část Kuroslep, v roce 1371 pak dokoupil další majetky v Kuroslepech a někdy v tu dobu také nechal postavit hrad Langenberk (dnešní Lamberk). V roce 1387 Jan Ješek z Březníka, Náchoda a Kraví Hory prodal hrad Kraví Hora a další majetky Jindřichovi a Přibkovi z Dřevohostic a Šelemberka. V Březníku ale nadále žil i bratr Jana Ješka Matěj. Posléze hrad a okolí zdědila Eliška z Náchoda. V roce 1437 pak byl hrad již opuštěn a kolem roku 1440 bylo rozhodnuto, že hrad bude zbořen, neboť jej obývaly loupeživí lapkové. Manžel Elišky z Náchoda Jan Komorovský zemřel a následně Jiří z Poděbrad předal do rukou Matěje z Náchoda, část Kuroslep pak získali také Kraličtí vladykové a to způsobilo rozpory. V roce 1492 pak získali celý majetek Kraličtí vladykové. Roku 1572 pak prodal Jindřich Kralický Kuroslepy a další majetky Janu Staršímu ze Žerotína a ti tak rozšířili náměšťské panství.
V roce 1927 byla v obci zřízena škola, ta pak byla zrušena v roce 1975. V roce 1911 byl v obci založen čtenářský spolek, v roce 1924 byla založena i Domovina a hasiči.

## Současnost
Na počátku roku 2015 byla severovýchodně od obce otevřena rozhledna Kalimeta, připomínající moderní kostel. Kruhová stavba o průměru 14 metrů zahrnuje krom vyhlídkové terasy restauraci a pokoje k ubytování.

## Obyvatelstvo
| Rok            | 1869 | 1880 | 1890 | 1900 | 1910 | 1921 | 1930 | 1950 | 1961 | 1970 | 1980 | 1991 | 2001 | 2011 | 2021 |
| -------------- | ---- | ---- | ---- | ---- | ---- | ---- | ---- | ---- | ---- | ---- | ---- | ---- | ---- | ---- | ---- |
| Počet obyvatel | 262  | 261  | 301  | 313  | 349  | 360  | 343  | 297  | 321  | 287  | 248  | 201  | 185  | 162  | 159  |
| Počet domů     | 36   | 39   | 41   | 44   | 46   | 49   | 69   | 89   | 81   | 80   | 74   | 78   | 82   | 89   | 84   |

## Obecní správa
Do roku 1849 patřily Kuroslepy do náměšťského panství, od roku 1850 patřily do okresu Moravský Krumlov, pak od roku 1868 do okresu Třebíč, mezi lety 1949 a 1960 patřila do okresu Velká Bíteš a od roku 1960 do okresu Třebíč. Mezi lety 1850 a 1888 patřily Kuroslepy pod Březník a mezi lety 1964 a 1990 byla obec začleněna opět pod Březník, následně se obec osamostatnila.

### Obecní symboly
Znak a vlajka byly obci uděleny rozhodnutím předsedkyně Poslanecké sněmovny Parlamentu České republiky dne 20. října 2022.

## Politika

### Volby do Poslanecké sněmovny
|       | 2006                | 2010               | 2013               | 2017               | 2021               |
| ----- | ------------------- | ------------------ | ------------------ | ------------------ | ------------------ |
| 1.    | ODS (30,9 %)        | ČSSD (27,17 %)     | ANO 2011 (38,54 %) | ANO (43,01 %)      | ANO (41,93 %)      |
| 2.    | ČSSD (30,0 %)       | KSČM (15,21 %)     | ČSSD (17,7 %)      | SPD (16,12 %)      | SPOLU (21,5 %)     |
| 3.    | KSČM (18,18 %)      | TOP 09 (14,13 %)   | KSČM (15,62 %)     | KSČM (7,52 %)      | SPD (10,75 %)      |
| účast | 73,33 % (110 z 150) | 63,45 % (92 z 145) | 67,61 % (96 z 142) | 69,92 % (93 z 133) | 69,85 % (95 z 136) |

### Volby do krajského zastupitelstva
|      | 1.                 | 2.                      | 3.                    | účast              |
| ---- | ------------------ | ----------------------- | --------------------- | ------------------ |
| 2000 | 4KOALICE (24,56 %) | SNK (21,05 %)           | ČSSD (21,05 %)        | 42,46 % (62 z 146) |
| 2004 | ODS (29,82 %)      | MoDS (17,54 %)          | KSČM (14,03 %)        | 37,01 % (57 z 154) |
| 2008 | ČSSD (35,52 %)     | KSČM (22,36 %)          | ODS (18,42 %)         | 53,52 % (76 z 142) |
| 2012 | KSČM (20,51 %)     | Pro Vysočinu (17,94 %)  | ČSSD (15,38 %)        | 34,29 % (48 z 140) |
| 2016 | ANO 2011 (26,66 %) | STO (17,77 %)           | STAN+SNK ED (13,33 %) | 33,09 % (45 z 136) |
| 2020 | ANO (37,5 %)       | ODS+STO (16,66 %)       | KDU-ČSL (12,5 %)      | 37,21 % (48 z 129) |
| 2024 | ANO (61,22 %)      | ODS+TOP 09+STO (10,2 %) | SOCDEM (8,16 %)       | 37,31 % (50 z 134) |

### Prezidentské volby
V prvním kole prezidentských voleb v roce 2013 první místo obsadil Miloš Zeman (37 hlasů), druhé místo obsadil Jan Fischer (20 hlasů) a třetí místo obsadil Karel Schwarzenberg (15 hlasů). Volební účast byla 73,05 %, tj. 103 ze 141 oprávněných voličů. V druhém kole prezidentských voleb v roce 2013 první místo obsadil Miloš Zeman (73 hlasů) a druhé místo obsadil Karel Schwarzenberg (33 hlasů). Volební účast byla 74,65 %, tj. 106 ze 142 oprávněných voličů.
V prvním kole prezidentských voleb v roce 2018 první místo obsadil Miloš Zeman (48 hlasů), druhé místo obsadil Pavel Fischer (18 hlasů) a třetí místo obsadil Jiří Drahoš (18 hlasů). Volební účast byla 75,00 %, tj. 102 ze 136 oprávněných voličů. V druhém kole prezidentských voleb v roce 2018 první místo obsadil Miloš Zeman (73 hlasů) a druhé místo obsadil Jiří Drahoš (35 hlasů). Volební účast byla 78,83 %, tj. 108 ze 137 oprávněných voličů.
V prvním kole prezidentských voleb v roce 2023 první místo obsadil Andrej Babiš (56 hlasů), druhé místo obsadil Petr Pavel (21 hlasů) a třetí místo obsadila Danuše Nerudová (14 hlasů). Volební účast byla 75,56 %, tj. 102 ze 135 oprávněných voličů. V druhém kole prezidentských voleb v roce 2023 první místo obsadil Andrej Babiš (63 hlasů) a druhé místo obsadil Petr Pavel (47 hlasů). Volební účast byla 79,71 %, tj. 110 ze 138 oprávněných voličů.

## Pamětihodnosti a zajímavosti
- Zřícenina středověkého hradu Kraví hora[4]
- Kaple, která slouží i jako hasičská zbrojnice
- Kříž u kaple
- Pamětní desky obětem první světové války, Antonínu Pelánovi (ruskému legionáři umučenému v Německu v roce 1942), Miloši Oulehlovi (umučenému v roce 1942 v Kounicových kolejích) a k založení místní školy v roce 1926
- Pamětní deska Stanislavu Rejtharovi na budově obecního úřadu[37]

## Sekta Most ke svobodě
V bývalé hájovně nedaleko vesnice žijí příslušníci náboženské sekty Most ke svobodě. Ačkoliv se tato sekta vnitřním děním velmi izoluje od okolního světa, provozuje zahradnictví ZEN. Nyní kuroslepská komunita vyznává učení Kosmický zen-buddhismus. Sekta žije z darů členů, v devadesátých letech tři z členů sekty byli ve vedení obce.

## Osobnosti
- Stanislav Rejthar (1911–1977), stíhací pilot[41]

## Galerie

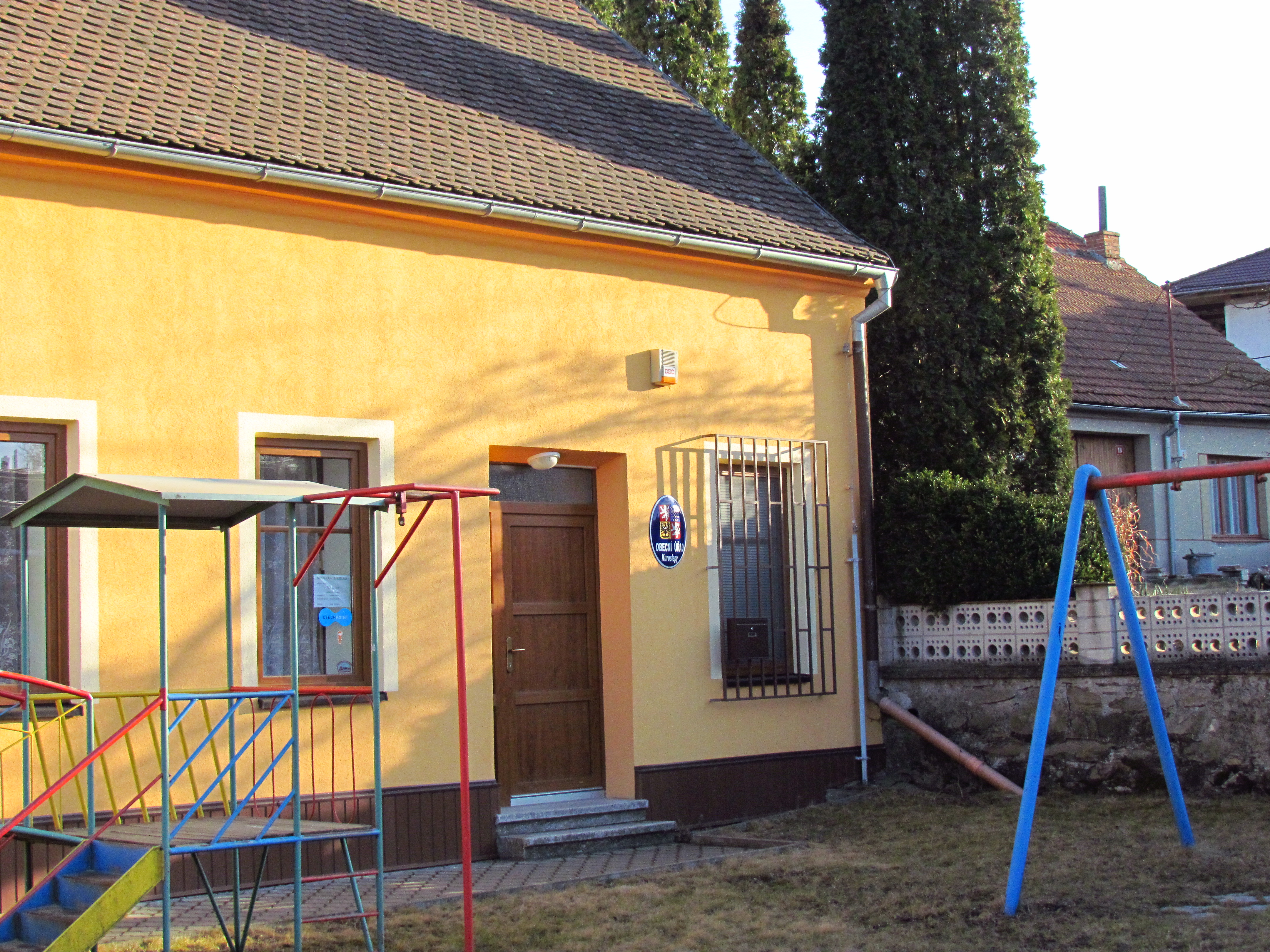
Obecní úřad
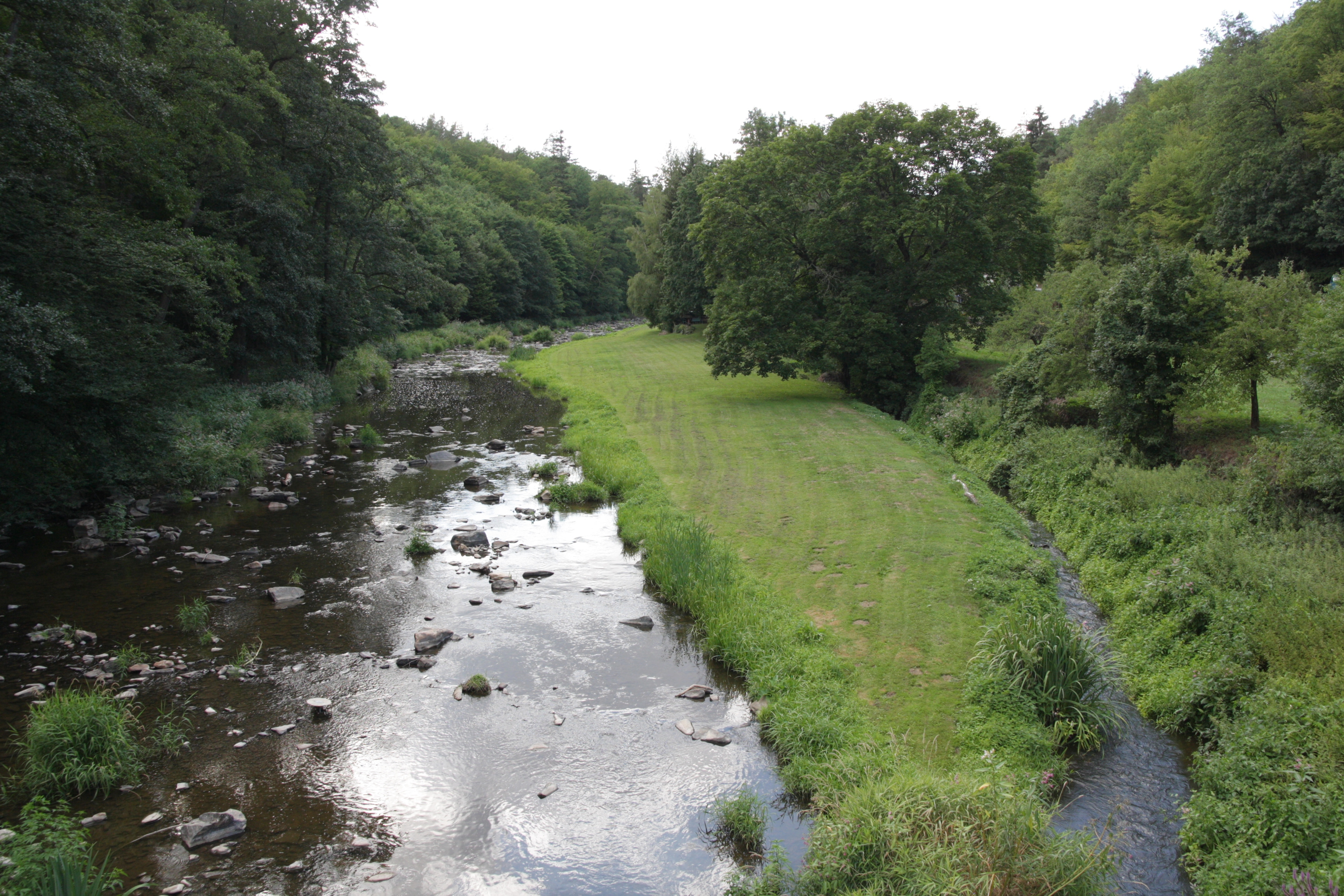
Řeka Oslava
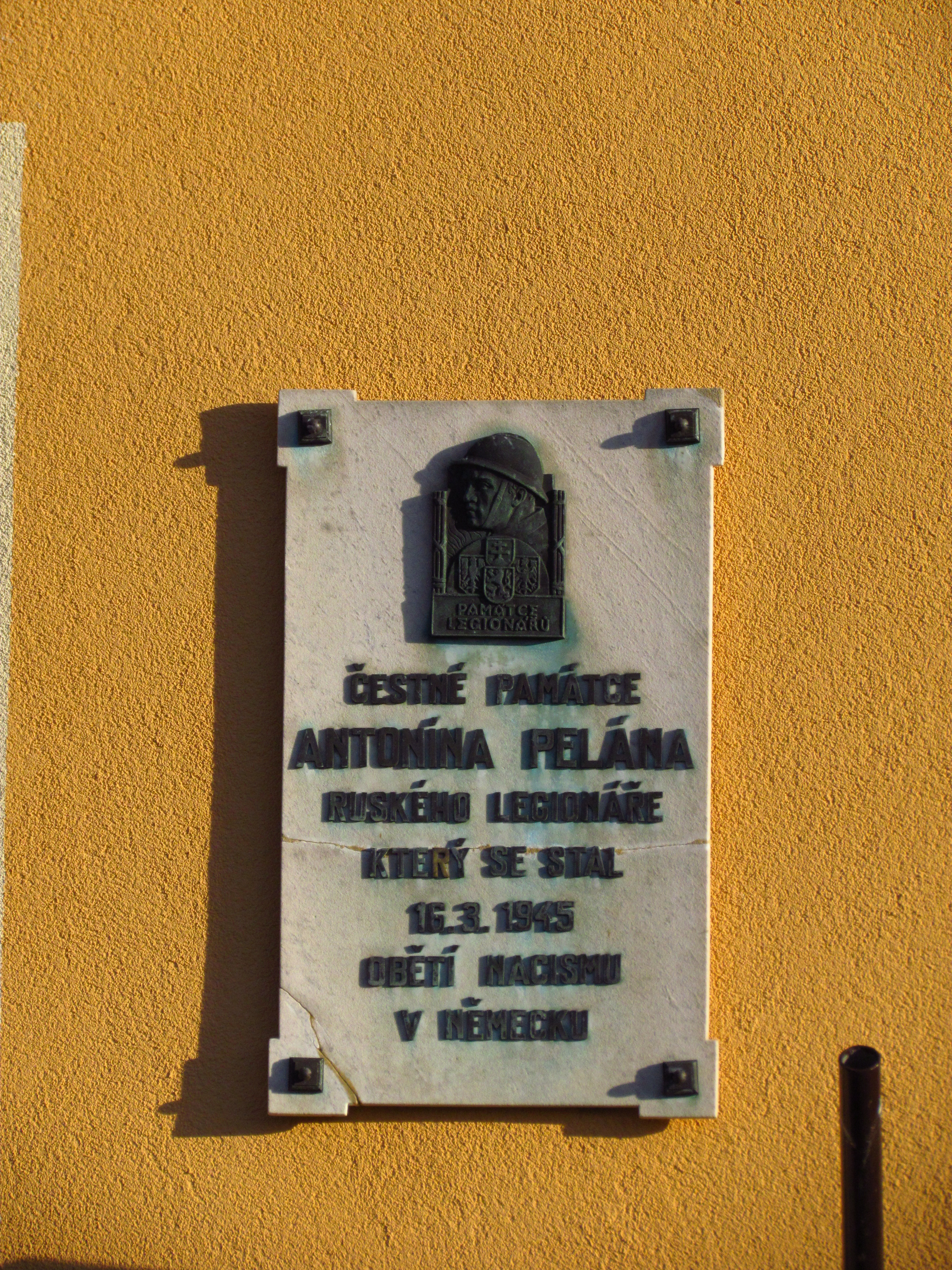
Pamětní deska ruského legionáře
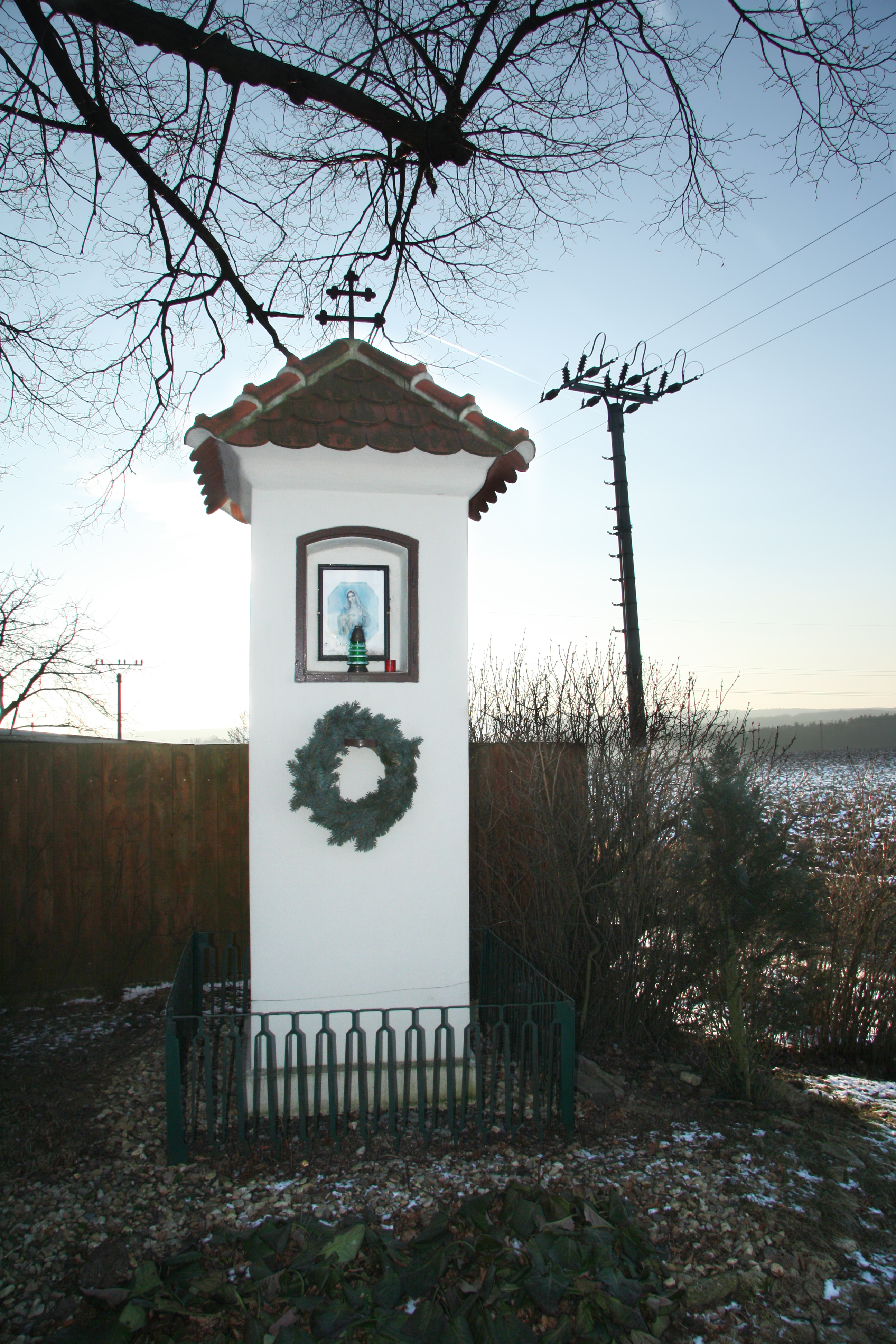
Boží muka